# Bouchain
Bouchain és un municipi francès, situat a la regió dels Alts de França, al departament del Nord. L'any 2006 tenia 4.187 habitants. Limita al nord amb Mastaing, al nord-est amb Rœulx i Lourches, a l'est amb Neuville-sur-Escaut i Lieu-Saint-Amand, al sud-est amb Hordain, al sud amb Paillencourt i Estrun, al sud-oest amb Wavrechain-sous-Faulx i a l'oest amb Marquette-en-Ostrevant.

## Fills il·lustres
- Auguste Pilati (1810-1877) compositor musical.

## Demografia
| Evolució de la població Ehess i INSEE |       |       |       |       |       |       |       |       |
| 1793                                  | 1800  | 1806  | 1821  | 1831  | 1836  | 1841  | 1846  | 1851  |
| -                                     | 1 128 | 1 102 | 1 198 | 1 183 | 1 148 | 1 401 | 1 463 | 1 577 |

| 1856  | 1861  | 1866  | 1872  | 1876  | 1881  | 1886  | 1891  | 1896  |
| ----- | ----- | ----- | ----- | ----- | ----- | ----- | ----- | ----- |
| 1 632 | 1 501 | 1 504 | 1 607 | 1 685 | 1 763 | 1 859 | 1 405 | 1 527 |

| 1901  | 1906  | 1911  | 1921  | 1926  | 1931  | 1936  | 1946  | 1954  |
| ----- | ----- | ----- | ----- | ----- | ----- | ----- | ----- | ----- |
| 1 760 | 1 716 | 2 214 | 1 732 | 2 076 | 2 434 | 2 402 | 2 421 | 2 812 |

| 1962  | 1968  | 1975  | 1982  | 1990  | 1999  | 2006 | 2011 | 2016 |
| ----- | ----- | ----- | ----- | ----- | ----- | ---- | ---- | ---- |
| 3 505 | 3 916 | 4 826 | 4 543 | 4 317 | 4 282 | -    | -    | -    |

| 2019 | - | - | - | - | - | - | - | - |
| ---- | - | - | - | - | - | - | - | - |
| -    | - | - | - | - | - | - | - | - |

## Administració
| Període   | Identitat            | Partit        |
| --------- | -------------------- | ------------- |
| 1983-1995 | Albert Leduc         | Divers droite |
| 1995-1996 | Jean Dhollande       | PCF           |
| 1996-2008 | Michel Caron         | PCF           |
| 2008-     | Jacques-Pierre Boltz |               |